# Laura Csajagi
 (mars 2020).
Laura Csajagi est une artiste illustratrice française née le 17 janvier 1986 à Lyon. Elle est spécialisée dans l'illustration, le rough et le storyboard en publicité et le concept art. 

## Biographie

### Parcours
Après un baccalauréat littéraire, Laura Csajagi a passé un diplôme de dessinateur concepteur à l'école d’art Emile Cohl à Lyon. À la sortie de son école, elle est contactée par un éditeur de la société Bragelonne qui cherchait des illustrateurs pour ses couvertures qui lui a proposé la trilogie de Mercedes Lackey, La Guerre des Mages. Elle travaille également deux ans en parallèle pour la société de jeux vidéo en ligne Feerik tout en continuant à réaliser des illustrations de couvertures pour divers maisons d'édition.
Par la suite, Laura Csajagi collabore à l'adaptation illustrée des romans à succès de Maxime Chattam, Autre-Monde avec le dessinateur Michel Montheillet. Parallèlement, elle réalise des illustrations pour les couvertures de romans de la série Oksa Pollock. Depuis 2015, elle adapte des contes classiques de Charles Perrault aux éditions ADA en réalisant l'histoire et les illustrations. (Barbe-Bleue, 2015 et Cendrillon 2016).
Laura Csajagi a enseigné le digital painting au sein de Syn Studio à Montréal (Canada) et depuis 2015, la peinture numérique à l'école Emile Cohl (Lyon).

### Illustratrice
L'artiste est l'auteure et l'illustratrice de l'ouvrage Barbe-Bleue et Cendrillon chez ADA, mais a également illustré de nombreux ouvrages, couvertures de romans ou bandes-dessinées, notamment pour John Grisham (Théodore Boone), Maxime Chattam (Autre-Monde), Robin Hobb (couvertures BD de L'Assassin Royal, mise en couleur des couvertures BD Les aventuriers de la mer de Daniela Di Matteo), Oksa Pollock de Cendrine Wolf et Anne Plichota, Nicolas Vanier ou Mercedes Lackey, et Romain Gorce (Par le fer et par le sang).
Elle est ainsi une illustratrice régulière de plusieurs maisons d'édition : Albin Michel, Hachette, Xo, Plon, Oracom, Le Seuil, Soleil, Magnard, Bragelonne, Milady, Café Salé, Ballistic Publishing et a déjà été publiée dans des magazines spécialisés comme Imagine FX, Creation photo, Photoshop Advanced Creations ou Digital artist.

### Activités pour la publicité
Laura Csajagi a réalisé de nombreuses illustrations/roughs/storyboards pour des marques comme : Dior, Louis Vuitton, Nike, Givenchy, Air France, Canal +, Renault, McDonald's, Quick, Nespresso, Playstation, SNCF, etc.
Elle est représentée par l'agence Sekwana.

### Concept artist
Laura Csajagi est aussi connue pour son travail de concept art de personnages pour des sociétés comme 3Dsystems (USA), The Mighty Cast (Canada), Katag (Canada), Feerik (France), etc.
L'artiste a également réalisé des illustrations de cartes pour les jeux Star-Wars (Lucasfilm) et The call of Cthulu pour la société Fantasy Flight Games.

## Expositions
- Les contes de fées - Palais Lumière (Évian-les-Bains, France) 2014-2015. Exposition collective au côté d’œuvres de Georges Méliès, Jean Cocteau, Arthur Rackham, Gustave Doré...
- Exposition et vente aux enchères collective par Million & associes et la galerie "Les Petits Papiers" - Paris (2011)[2].
- Expositions collectives :  Musée Guimet (Lyon, France) 2006, Quai du Polar (Lyon, France) 2007, Galerie des 100 talents (Montréal, Canada) 2013 à 2016.